# Kanton La Haye-du-Puits
Kanton La Haye-du-Puits (francouzsky Canton de La Haye-du-Puits) byl francouzský kanton v departementu Manche v regionu Dolní Normandie. Tvořilo ho 24 obcí. Zrušen byl po reformě kantonů 2014.

## Obce kantonu
- Appeville
- Baudreville
- Bolleville
- Canville-la-Rocque
- Coigny
- Cretteville
- Denneville
- Doville
- Glatigny
- La Haye-du-Puits
- Houtteville
- Lithaire
- Mobecq
- Montgardon
- Neufmesnil
- Prétot-Sainte-Suzanne
- Saint-Nicolas-de-Pierrepont
- Saint-Rémy-des-Landes
- Saint-Sauveur-de-Pierrepont
- Saint-Symphorien-le-Valois
- Surville
- Varenguebec
- Vesly (část)
- Vindefontaine